# Tityus apozonalli
Tityus apozonalli es una especie extinta de escorpión de la familia Buthidae conocida por un fósil encontrado en Chiapas, México. La especie es uno de los dos escorpiones descritos a partir de fósiles conservados en ámbar mexicano y una de las siete especies de los depósitos de ámbar centroamericanos.

## Historia y clasificación
Tityus apozonalli fue descrito a partir de un fósil solitario, que se conserva como una inclusión en un trozo transparente de ámbar mexicano. Al momento de la descripción, el ejemplar de ámbar se encontraba en la colección de fósiles del Museo del Ámbar de Chiapas en San Cristóbal de Las Casas, Simojovel. El fósil holotipo está compuesto por un macho adulto muy completo recuperado del sitio Guadalupe Victoria. El ámbar en Chiapas se encuentra en las tierras altas del Estado, como el municipio de Simojovel. Los ámbares encontrados aquí datan de entre 23 millones de años (el más antiguo) y 15 millones de años (el más joven). El sitio Guadalupe Victoria es un afloramiento de estratos ambarinos pertenecientes al Esquisto mazantico y a la Arenisca Balumtún. Los depósitos preservan un río o arroyo de transición cerca de la costa y conservan fósiles de un ecosistema de bosque de manglares.
El holotipo fue estudiado por primera vez por un equipo de investigadores encabezado por Francisco Riquelme de la Universidad Autónoma del Estado de Morelos y su descripción tipo de la especie de 2015 se publicó en la revista de ciencias naturales PLoS ONE. El epíteto específico apozonalli se derivó de la palabra náhuatl apozonalli, que ya usaban los mexicas para denominar el ámbar, y que se traduce como 'burbuja o espuma marina'.
T. apozonalli es una de las dos especies de Tityus descritas del ámbar mexicano, la otra es Tityus knodeli. Se han descrito otras tres especies del ámbar dominicano de edad similar Tityus azari, Tityus geratus y Tityus hartkorni.

## Descripción
T. apozonalli es de color marrón rojizo en general con los pedipalpos manus y las patas de un tono amarillento pálido. La longitud total del cuerpo es de 17.8 mm y un metasoma de 9.3 mm. Hay varios ojos en el nódulo ocular, con dos ocelos más pequeños colocados a los lados del nódulo mediano. En el quelícero, de 1.1 mm, hay filas de dentición que se alinean a cada lado de las mandíbulas y macrosetas dispersas en los bordes inferiores de la espalda. Los pedipalpos agrandados tienen crestas elevadas a lo largo del fémur, la rótula y las quelas. Hay tricobotrio presente pero la configuración exacta es difícil de determinar debido a la preservación. Tanto el lado fijo como el móvil de la quela tienen filas de dientes con una coloración ligeramente oscurecida. La parte inferior del mesosoma muestra claramente los peines emparejados de pectinas, cada uno con veintinueve dientes. En la parte posterior del mesosoma, los genitales masculinos son apenas visibles en el opérculo genital subtriangular. El telson tiene un aguijón grande y un tubérculo subaculear más pequeño.